# Gemma McCluskie
Gemma Rose Veronica McCluskie (* 5. Februar 1983 in London; † 1. März 2012 ebenda) war eine britische Fernsehschauspielerin, bekannt für ihre Rolle der Kerry Skinner in der britischen Daily Soap EastEnders.

## Tod
Am 1. März 2012 verschwand Gemma McCluskie aus ihrer Wohnung in London. Am 6. März wurde der Rumpf ihrer Leiche im Londoner Regent’s Canal in einem Koffer entdeckt, sowie ihre Arme und Beine einige Tage später in mehreren Plastiksäcken. Ihr Bruder Tony McCluskie, der seit mehreren Jahren stark abhängig von der Cannabis-Droge Skunk war, konnte anhand von Zeugenaussagen und Videoaufnahmen des Mordes an seiner Schwester überführt werden. Er hatte Gemma offenbar nach einem Streit in der gemeinsamen Wohnung mit einem stumpfen Gegenstand getötet, ihre Leiche zerstückelt und die sterblichen Überreste anschließend im Kanal versenkt. Ihr Kopf konnte erst im September 2012 geborgen werden. Tony McCluskie verbüßt seit 2013 eine Haftstrafe mit einer Mindestdauer von 20 Jahren.

## Filmografie
- 1997: No Sweat
- 2000–2001: EastEnders